# Qinhuangdao
Qinhuangdao (chiń. 秦皇岛; pinyin Qínhuángdǎo) – miasto o statusie prefektury miejskiej we wschodnich Chinach, w prowincji Hebei, nad Zatoką Liaotuńską (Morze Żółte). W 2010 roku liczba mieszkańców miasta wynosiła 833 239. Prefektura miejska w 1999 roku liczyła 2 644 133 mieszkańców. Ośrodek przemysłu szklarskiego, metalowego i spożywczego; duży port morski. Popularny kurort wypoczynkowy (dzielnica Beidaihe).
W mieście znajduje się stacja kolejowa Qinhuangdao.

## Podział administracyjny
Prefektura miejska Qinhuangdao podzielona jest na:
- 3 dzielnice: Haigang, Shanhaiguan, Beidaihe,
- 3 powiaty: Changli, Funing, Lulong,
- powiat autonomiczny: Qinglong.

## Miasta partnerskie
- Toledo, USA